# Rosanna Fratello
Rosanna Fratello (n. 26 martie 1951, San Severo, Apulia, Italia)  este o cântăreață și actriță italiană.

## Biografie
Născută în San Severo, Foggia, Fratello a apărut pe scena cântăreților în 1969, când a participat la Festivalul de Muzică de la Sanremo cu piesa „Il treno” și a obținut primul succes comercial cu piesa „Non sono Maddalena”.
În 1971, și-a făcut debutul ca actriță cu filmul Sacco și Vanzetti alături de Gian Maria Volonté și Riccardo Cucciolla în rolul soției lui Sacco, Rosa. Pentru interpretarea ei a fost premiată cu un Nastro d'Argento ca cea mai bună actriță nouă. Celelalte roluri ale ei au fost în filmele polițiste Mâna neagră (1973) și  La legge violenta della squadra anticrimine (1976).
Tot în 1971, Fratello a participat la Canzonissima cu Sono una donna, non sono una santa (scrisă de Alberto Testa și Eros Sciorilli), o melodie care a ajuns în vârful hit paradei și era sortită să rămână cel mai mare succes al ei. În anii următori a experimentat diverse genuri, cum ar fi muzică disco, muzică folk și Italo disco și a concurat la o serie de festivaluri de la Sanremo, dar nu a reușit să repete acest succes. În 1985, Fratello a participat la proiectul muzical Ro.Bo.T. cu Bobby Solo și Little Tony.
Rosanna Fratello a participat în 1994 la Festivalul de la San Remo cu supergrupul Squadra Italia.

## Filmografie selectivă
Cinematografie
- 1971 Sacco și Vanzetti (Sacco e Vanzetti), regia Giuliano Montaldo
- 1973 La mano nera, regia Antonio Racioppi
- 1976 La legge violenta della squadra anticrimine, regia Stelvio Massi
- 1985 Olga e i suoi figli (miniserial TV, 4 episoade), regia Salvatore Nocita

Coloană sonoră
- 1970 La pacifista - Smetti di piovere, regia Miklós Jancsó (melodia Smetti di piovere)
- 1970 I giovedì della signora Giulia miniserial (melodia Il mio sguardo e' uno specchio)
- 2013 Rush, regia Ron Howard (melodia Sono Una Donna, Non Sono Una Santa)

## Participări la Festivalul de la Sanremo

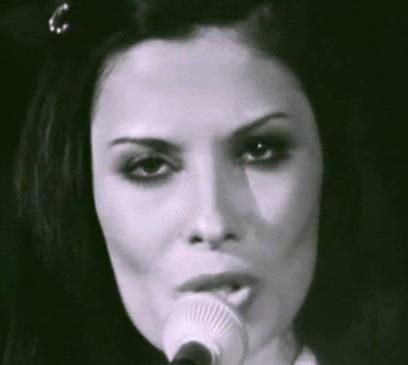
Rosanna Fratello la Canzonissima 1971

A participat la fesival cu următoarele melodii:
- 1969 – Il Treno
- 1970 – Ciao Anni Verdi
- 1971 – Amsterdam
- 1974 – Un po' di coraggio
- 1975 – Va speranza va
- 1976 – Il mio primo rossetto
- 1994 – Una vecchia canzone italiana cu formația Squadra Italia